# Mogens Jensen
Pour les articles homonymes, voir Jensen.
Mogens Jensen, né le 31 octobre 1963 à Nykøbing Mors (Danemark), est un homme politique danois, membre de la Social-démocratie (SD).

## Biographie
Mogens Jensen est employé comme secrétaire pour le mouvement de jeunesse de la Social-démocratie en 1982. En 1985, il rejoint AOF, une association des écoles du soir danoises, où il devient consultant. Il rejoint la confédération syndicale LO en 1987, dont il reste employé jusqu'à son élection au Parlement.
Il est élu député au Folketing pour a première fois lors des élections législatives de février 2005. Après le scrutin, il soutient la candidature victorieuse de Helle Thorning-Schmidt à la présidence des sociaux-démocrates, lors du congrès d'avril qui l'oppose à l'ancien ministre Frank Jensen. Il est réélu pour un second mandat lors des élections législatives de novembre 2007.
Il remporte un troisième mandat lors des élections législatives de septembre 2011 qui marquent la victoire de la gauche. Le 4 octobre, il devient le président du groupe parlementaire social-démocrate. En mai 2012, il devient vice-président du parti, et renonce alors à la vice-présidence du parti[Quoi ?].
Le 3 février 2014, quand Helle Thorning-Schmidt forme un nouveau gouvernement à la suite du départ du Parti populaire socialiste de sa coalition, il est nommé ministre du Commerce extérieur et de la Coopération pour le développement. Dans ce rôle, il décide de rediriger 47 millions de couronnes danoises d'aide au développement destinée au gouvernement de l'Ouganda, après que le pays ait voté une loi pour criminaliser l'homosexualité. C'est également durant son mandat que le Danemark rejoint la Banque asiatique d'investissement pour les infrastructures. Il quitte ses fonctions ministérielles après la défaite de la gauche aux élections législatives de juin 2015, lors desquelles il remporte un quatrième mandat.
Il est réélu au Folketing pour la cinquième fois lors des élections législatives du 4 juin 2019, remportées par la gauche. Le 27 juin, il est nommé ministre de l'Alimentation, de la Pêche, de l'Égalité des chances et de la Coopération nordique dans le gouvernement formé par Mette Frederiksen. Il démissionne en novembre 2020 face à la polémique autour de l'illégalité de la décision prise par le gouvernement d'abattre des millions de visons à la suite de la découverte d’une possible mutation du virus chez ces animaux.
En octobre 2021, il devient le porte-parole du groupe parlementaire social-démocrate sur les questions de défense. Il remporte un sixième mandat de député lors des élections législatives de novembre 2022, à l'issue desquelles il devient le porte-parole social démocrate pour la culture, les médias et le sport,.